# Henri Martin (militant politique)
Pour les articles homonymes, voir Henri Martin et Martin.
Félix Victor Henri Martin, dit le « docteur Martin », né le 23 février 1895 à Paris et mort le 6 juin 1969 au Kremlin-Bicêtre, était un médecin, militant nationaliste et résistant français.

## Biographie

### Jeunesse
Ancien interne des hôpitaux, le docteur Martin avait combattu volontairement au front pendant la Grande Guerre. À la fin du conflit, il devient médecin spécialiste des voies respiratoires à la Salpetrière et aux enfants malades à Paris, puis ouvre son propre cabinet.

### De l'Action française à la Cagoule

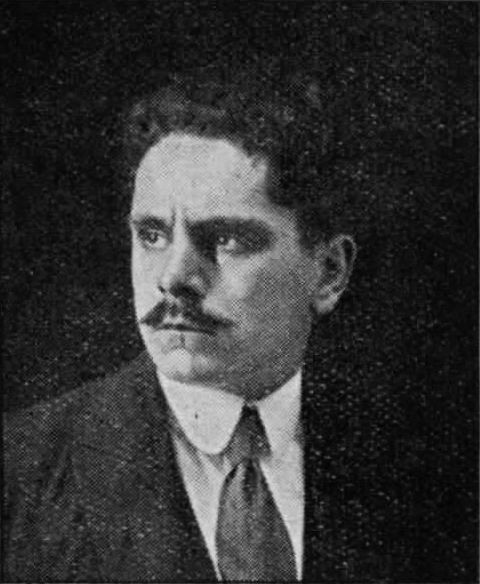
Henri Martin portant moustache, du temps de son engagement à l'Action française
(Almanach de l'Action française, 1924)

Dans les années 1920, il milite à l'Action française de Charles Maurras. Il est condamné à trois mois de prison avec sursis pour l'agression de Maurice Viollette le 31 mai 1923, perpétrée par des Camelots du roi. Il est le secrétaire général de la fédération de la région parisienne de la ligue d'Action française et il cumule cette fonction avec celle de secrétaire adjoint de la ligue à partir de juin 1928. Il donne des conférences et préside des réunions privées,,. 
Il est exclu de l'AF au début de l'année 1930 avec un autre médecin, Paul Guérin, président des sections du 18e arrondissement et ancien président de la fédération de la banlieue Nord, pour avoir soupçonné Pierre Lecœur, rédacteur au journal monarchiste et cadre des Camelots du roi, d'être un indicateur de la police. Cela provoque le départ de Bernard de Vesins, président de la ligue. Cet affrontement de personnes se double d'un désaccord idéologique : les docteurs Martin et Guérin, tenants d'une ligne activiste, reprochaient aux Camelots du roi leur inertie et souhaitaient une  organisation paramilitaire capable de préparer le coup de force contre la République annoncé de longue date par les dirigeants de l'AF,,. Ce départ coïncide de peu avec celui des frères Claude et Gabriel Jeantet.
Il participe à l'émeute parisienne du 6 février 1934 et fonde un Centre d'action et de documentation contre le marxisme agraire, qui adhère au Front national,. Il conseille Henri Dorgères, le dirigeant du mouvement paysan des « chemises vertes ».
En parallèle, il est en 1935 l'un des fondateurs de l'Organisation secrète d'action révolutionnaire nationale (OSARN), organisation nationaliste clandestine plus communément appelée la « Cagoule », dirigée par Eugène Deloncle. Celui-ci le charge du 2e Bureau, c'est-à-dire les services de renseignements de l'organisation, et son surnom est alors « le Bib ». Son travail consistait à mener des filatures, répertorier des informations personnelles et établir des fiches sur les adversaires politiques de la Cagoule. En 1937, tandis qu'une rafle frappe les membres de la Cagoule, il réussit à s'enfuir avec Jean Filiol, et s'exile à San Remo en Italie, accompagné de sa femme et de ses enfants. À la suite d'une grâce d'Édouard Daladier, il revient en France pour devenir capitaine médecin à l'infirmerie du fort l de Bicêtre.

### Vichy et résistance
Après la défaite de 1940, il participe aux Groupes de protection (GP), une organisation dépendant du Centre d'informations et d'études (CEI) de François Métenier et du colonel Groussard. Saluant l'arrivée au pouvoir du maréchal Pétain, mais hostile à toute forme de collaboration (elle épiait notamment les agissements de la Gestapo et des autorités militaires allemandes), elle regroupait majoritairement d'anciens cagoulards. En décembre 1940, dans le fil de son antigermanisme, il monte l'opération visant à enlever Pierre Laval, jugé trop proche des Allemands. Laval est libéré peu après par Otto Abetz, tandis que le CEI et les GP sont dissous peu après (même s'ils continuaient à fonctionner officieusement).
Arrêté en mars 1942, il est transféré à Castres, Vals, puis Évaux-les-Bains, où il rencontra notamment Roger Stéphane, dont il fut l'ami malgré leurs divergences politiques,. Après s'être évadé, il rejoint le maquis et le « réseau Roy », participe à la libération de Lyon, et s'engage dans la 7e armée du général Alexander Patch, où il accomplit plusieurs missions spéciales et dangereuses en Alsace et sur le Rhin.

### Clandestinité d'après-guerre et OAS
Lors du procès de la Cagoule en 1948, le docteur Martin est condamné à une peine de déportation, qu'il n'accomplira pas, étant de nouveau en cavale. Il reprend ses activités clandestines, désormais contre La IVe République pour le maintien de l'Algérie française. Il participe dans les années 1950, avec les généraux Lionel-Max Chassin et Paul Cherrière, à l'organisation appelée « Grand O », active de 1954 à 58. En juin 1957 à la gare Saint-Lazare de Paris, il est arrêté par la police. Considérant qu'il ne constitue pas une menace pour le régime, il est mis en liberté provisoire en novembre.
Après le premier putsch d'Alger, dont il est l'un des instigateurs, il rejoint le Mouvement populaire du 13 mai, dit MP-13. Collaborateur au journal Salut public de l'Algérie française, organe du MP-13, il est le conseiller de Robert Martel, avec lequel il finit par se brouiller. Proche de l'Organisation armée secrète (OAS), il est à nouveau recherché pour sa participation à la « Semaine des barricades » à Alger en janvier 1960, puis, encore une fois, pour son rôle dans le putsch des généraux du 23 avril 1961. Cette fois, son anti-gaullisme ne lui est pas pardonné : arrêté pour de bon, il est condamné à 10 ans de travaux forcés en octobre 1963 par la Cour de sûreté de l'État (France). Il décède le 6 juin 1969 à l'hôpital du Kremlin-Bicêtre, où il avait été mobilisé en 1939 comme médecin.

### Postérité
Il est le père de Danièle Martin, journaliste au bimensuel nationaliste Monde & Vie et veuve de Pierre de Villemarest[réf. souhaitée]. Le parcours d'Henri Martin demeure constamment marqué par l'activisme politique, le docteur ayant passé la totalité de sa vie dans une semi-clandestinité, et étant recherché par la police sous quatre régimes différents.